# Moniko Greif
Moniko Greif (* 1952) ist eine deutsche Maschinenbau-Ingenieurin und Hochschullehrerin. Sie ist Professorin an der Hochschule RheinMain.

## Leben und Werk
Greif studierte Maschinenbau an der Technischen Universität Darmstadt, wo sie 1977 mit einem Diplom abschloss und 1990 promovierte. Von 1996 bis 2000 war sie als erste Frau an einer hessischen Fachhochschule Vizepräsidentin der damaligen Fachhochschule Wiesbaden, der heutigen Hochschule RheinMain. Greif war dort die Dekanin des Fachbereichs Ingenieurwissenschaften. 2006 entstand aus einer Fusion von fünf Fachbereichen dieser Fachbereich, den sie als Gründungsdekanin maßgeblich mitgestaltete. Greif baute ein Verbundlabor mit Werkzeugmaschinen und Koordinatenmessgerät auf und führte an der Hochschule die Vorarbeiten zum Qualitätsmanagement-System des Fachbereichs durch.
Im Jahr 2018 wurde Greif als Vorsitzende des Fachbereichstages Maschinenbau FBTM e.V. gewählt. Sie engagiert sich im Bereich „Frauen in der Technik“ und war im Verein Deutscher Ingenieure (VDI) viele Jahre Vorsitzende des Arbeitskreises Frauen im Ingenieurberuf.  Sie ist im Vorstand des Kompetenzzentrums Technik-Diversity-Chancengleichheit und veröffentlichte zahlreiche Beiträge auch in diesem Gebiet.

## Auszeichnungen und Ehrungen
- 2011 wurde sie von dem deutschen Ingenieurinnenbund e.V zu den 25 einflussreichsten Ingenieurinnen Deutschlands gewählt[2][3][4][5]
- 2013: Ehrendoktorwürde der Staatlichen Technischen Universität Nowosibirsk[6]

## Veröffentlichungen (Auswahl)
- mit Kira Stein: Ingenieurinnen – Daniela Düsentrieb oder Florence Nightingale der Technik. Talheimer Verlag, Mössingen-Talheim, 1996, ISBN 978-3-89376-060-2.
- Das Berufsbild der Ingenieurinnen und Ingenieure im Wandel (VDI-Report). Verein Deutscher Ingenieure, 2007, ISBN 978-3-931384-58-6.
- Schwingfestigkeit von Kehlnaht-Schweissverbindungen aus höherfesten Baustählen in Abhängigkeit von Blechdicke, Nahtdicke und Schweissverfahren. Darmstadt, Fraunhofer-Inst. für Betriebsfestigkeit, 1982.
- Männliche Monokultur in der Technik: neue Impulse zur Reform der Ingenieurwissenschaften. In: Geschlechterpolitik an Hochschulen: Perspektivenwechsel; zwischen Frauenförderung und Gender Mainstreaming. Opladen: Leske u. Budrich, 2001, S. 121–130.
- Ingenieurinnen erwünscht! Handbuch zur Steigerung der Attraktivität ingenieurwissenschaftlicher Studiengänge für Frauen. Bochum, 2000.